# Acanthops
Acanthops (лат.) — род насекомых из семейства Acanthopidae. В состав рода включают 19 видов, которые обитают в Южной Америке.

## Описание
Небольших размеров богомолы, которые выглядят как засохшие листы растений. В неволе имаго самок живут около 6 месяцев, в то время как самцы — всего около месяца.
После спаривания самка откладывает несколько оотек весьма причудливым для богомолов образом — яйца откладываются в трубку, тонкой нитью подвешенную к ветке. В оотеках от 20 до 30 яиц. Нимфы становятся каннибалами после 2 линьки.

## Содержание в неволе
Из-за своего внешнего вида некоторые представители рода Acanthops являются популярными объектами содержания в неволе.

## Виды
- Acanthops bidens Hebard, 1922
- Acanthops brunneri Saussure, 1871
- Acanthops boliviana Chopard, 1916
- Acanthops royi Lombardo & Ippolito, 2004
- Acanthops centralis Lombardo & Ippolito, 2004
- Acanthops contorta Gerstaecker, 1889
- Acanthops falcataria Goeze, 1778
- Acanthops falcata Stal, 1877
- Acanthops fuscifolia Olivier, 1792
- Acanthops erosa Serville, 1839
- Acanthops elegans Lombardo & Ippolito, 2004
- Acanthops erosula Stal, 1877
- Acanthops godmani Saussure & Zehntner, 1894
- Acanthops occidentalis Lombardo & Ippolito, 2004
- Acanthops onorei Lombardo & Ippolito, 2004
- Acanthops parafalcata Lombardo & Ippolito, 2004
- Acanthops parva Beier, 1941
- Acanthops oukana Roy, 2002
- Acanthops tuberculata Saussure, 1870